# Philip Rubens

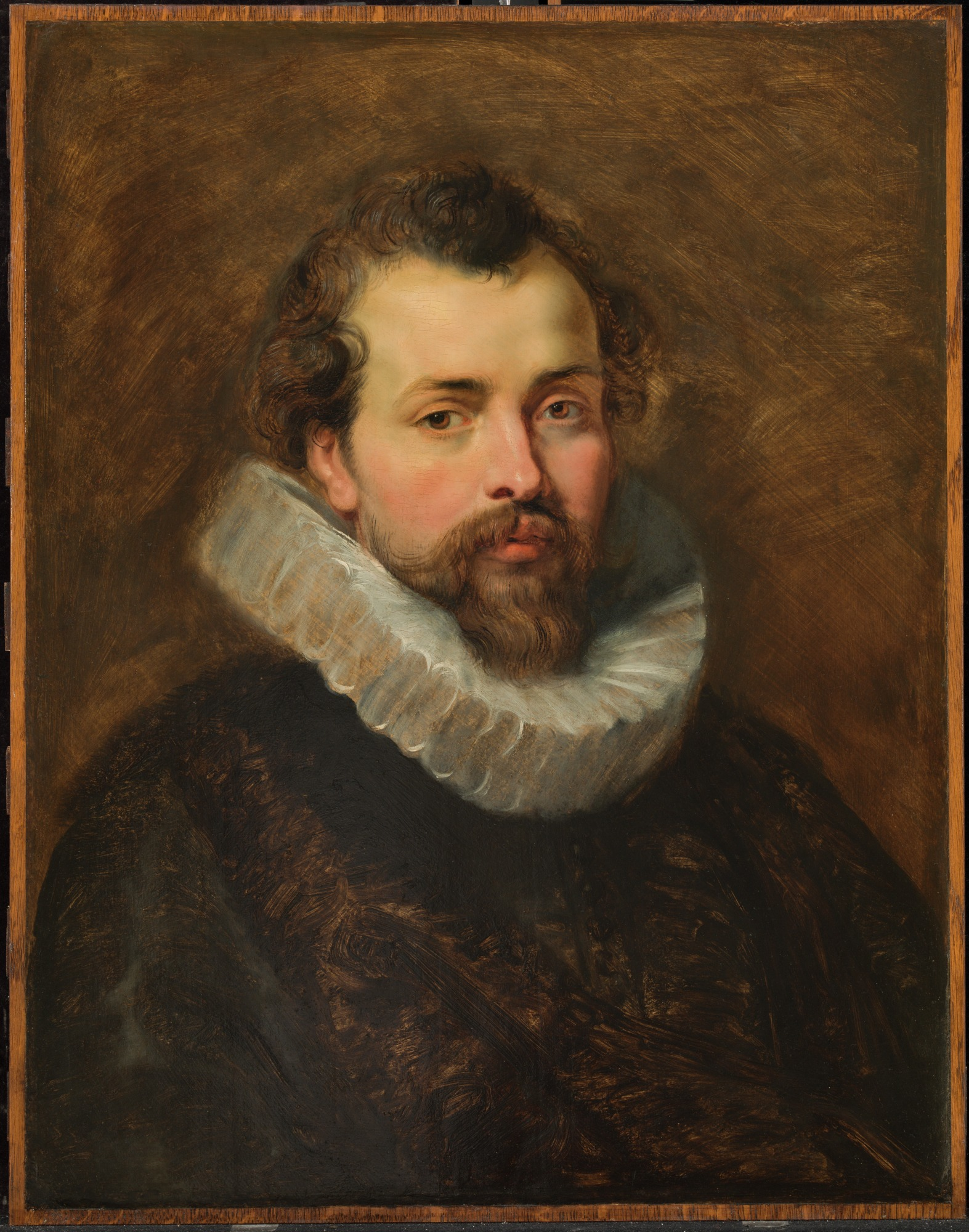
Porträt von Philip Rubens (Gemälde von Peter Paul Rubens 1610/11)

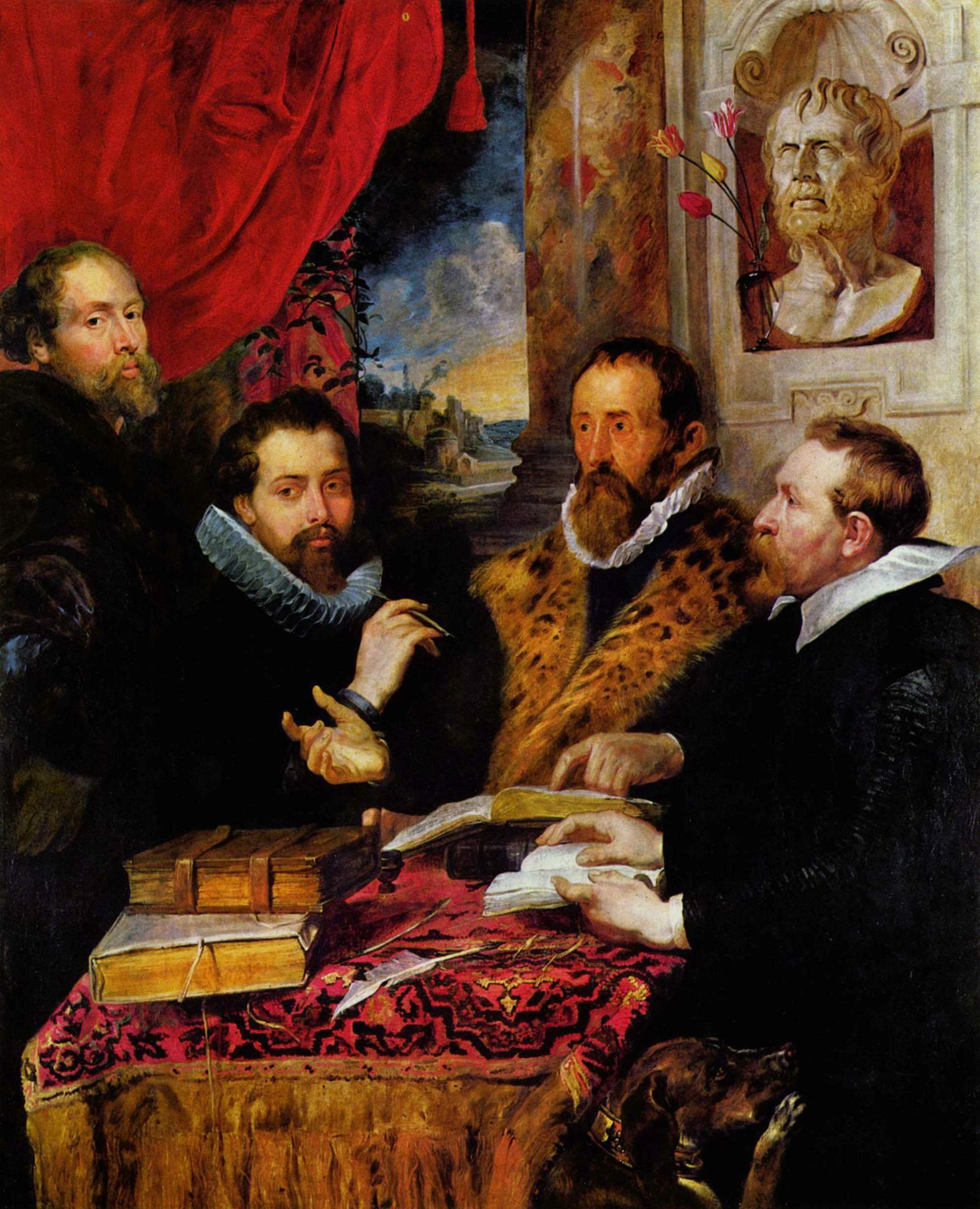
Vier Philosophen, Szene von links: Peter Paul Rubens, sein Bruder Philip, der Gelehrte Lipsius und dessen Schüler Jan van der Wouwere (Gemälde von Peter Paul Rubens 1611)

Philip Rubens, auch Philippus Rubenius (* 27. April 1574 in Siegen (Grafschaft Nassau-Dillenburg); † 28. August 1611 in Antwerpen), war ein flämischer Philologe und der ältere Bruder des Peter Paul Rubens.

## Leben
Philip Rubens war eines von fünf Kindern aus der Ehe von Jan Rubens und Maria Pypelinckx. Sein Vater war ein in den Niederlanden und Italien ausgebildeter Rechtsanwalt und Schöffe in Antwerpen. 1568 musste er mit seiner Familie im Zuge der Religionsunruhen – Jan Rubens hatte Kontakt zu kalvinistischen Kreisen – nach Köln fliehen, wohnte in der Sternengasse 10 und arbeitete unter anderem als Berater der Anna von Sachsen, der zweiten Gemahlin Wilhelms von Oranien. Nachdem Jan und Anna ein Verhältnis begonnen hatten, wurde der Schöffe vor Siegen verhaftet und kam 1571 in das Gefängnis im Dillenburger Schloss. Unterstützt durch die beharrliche Fürsprache seiner Frau Maria, wurde die Haft nach zwei Jahren in Hausarrest umgewandelt, den die Familie Rubens in Siegen verbrachte. 1578 durfte die Familie wieder nach Köln umsiedeln. Nach dem Tod von Jan Rubens 1587 zog Maria Pypelinckx mit den Kindern zurück nach Antwerpen.
Philip Rubens studierte an der Universität zu Löwen, unter anderem bei dem flämischen Philosophen und Philologen Justus Lipsius. Er war zunächst Sekretär des Staatsmannes und Diplomaten Jean Richardot und Lehrer seiner Kinder. 1601 reiste er nach Rom und wurde zum Doktor beider Rechte promoviert. 1604 kehrte er nach Flandern zurück, wechselte aber kurz darauf als Professor an die Universität Bologna und war zudem Bibliothekar und Sekretär von Kardinal Ascanio Colonna aus der Familie der Colonna.
1606 kehrte er nach Antwerpen zurück und wurde 1609 Ratsschreiber der Stadt Antwerpen. 1610 heiratete er Marie de Moy, Tochter des Antwerpener Bürgermeisters Hendrik de Moy. Claire, die Schwester seiner Frau, war die Stiefmutter von Isabella Brant, der (ersten) Ehefrau seines Bruders Peter Paul Rubens. Aus der Ehe von Philip und Marie gingen zwei Kinder hervor.

## Schriften
- Electorum libri II. in quibus antiqui ritus, emendationes, censurx. Antwerpen 1608
- S. Asterii Episcopi Amaseæ Homiliæ Græce & Latine. Antwerpen 1615